# Habenaria gracilis
Habenaria gracilis är en orkidéart som beskrevs av John Lindley. Habenaria gracilis ingår i släktet Habenaria och familjen orkidéer. Inga underarter finns listade i Catalogue of Life.